# 嗶莫跳針跳針
〈嗶莫跳針跳針〉（英語：Be More）是《探險活寶》第五季的第28集。在卡通頻道2013年7月22日播出。本集以阿寶和老皮為主角。在這一集裡，嗶莫不小心刪除了一個核心系統驅動程序，為了潛入到工廠並修復嗶莫，阿寶和老皮把自己偽裝成機器人。但是，阿寶和老皮由保安人員被斯莫追；阿寶、老皮和嗶莫最終碰上了古老又仁慈的半生化人，機器人創造者孟瑟夫·“莫”·喬瓦尼，解釋嗶莫的故事背景。